# SN 2007pp
SN 2007pp – supernowa typu Ia odkryta 15 października 2007 roku w galaktyce A031101+0021. W momencie odkrycia miała maksymalną jasność 22,20m.